# Paludiscala caramba
Paludiscala caramba é uma espécie de gastrópode  da família Hydrobiidae.
É endémica do México.